# Al Buraymi
Buraimi ou Al Buraymi  (en arabe البريمي) est une ville du Sultanat d'Oman, située au nord du pays. Chef-lieu du gouvernorat d'Al Buraymi qui porte son nom. Elle est proche de la ville d'Al Ain située de l'autre côté de la frontière aux Émirats arabes unis.
Buraimi est doté d'un aéroport. La ville est reliée à la capitale Mascate par un bus géré par la Oman National Transport Company (ONTC).